# El Cubillo (Cuenca)
El Cubillo es una localidad española del municipio de Alcalá de la Vega, perteneciente a la provincia de Cuenca, en la comunidad autónoma de Castilla-La Mancha.

## Geografía
Confina con las siguientes localidades:
- Al norte con Salvacañete.
- Al sureste con Algarra y Casas de Garcimolina.
- Al sur con Fuentelespino de Moya.
- Al suroeste con Campillos-Paravientos.
- Al oeste con Alcalá de la Vega.

## Historia
Así se describe a El Cubillo en el tomo VII del Diccionario geográfico-estadístico-histórico de España y sus posesiones de Ultramar, obra impulsada por Pascual Madoz a mediados del siglo XIX:

Lugar con ayuntamiento en la provincia y diócesis de Cuenca, partido judicial de Cañete, audiencia territorial de Albacete y capitanía general de Castilla la Nueva. Está situado en un llano con clima sano. Tiene 42 casas, entre ellas la del ayuntamiento, todas de poco mérito y una iglesia servida por un teniente. Su término confina al E con el de Algarra; S Fuentelespino; O Alcalá, y N Salvacañete. El terreno es de mediana calidad. Caminos: los comunes de pueblo a pueblo. Producciones: trigo, cebada, avena y abundantes patatas. Población: 56 vecinos, 197 almas. El presupuesto municipal asciende a 1.800 reales, y se cubren con los productos de un horno y unas tierras, y los arbitrios de yerbas.
Diccionario geográfico-estadístico-histórico de España y sus posesiones de Ultramar

## Demografía
| Gráfica de evolución demográfica de El Cubillo entre 1842 y 1970 |
| |
| Población de derecho según los censos de población del INE Población de hecho según los censos de población del INEEntre el censo de 1981 y el anterior, este municipio desaparece porque se integra en el municipio Alcalá de la Vega |

Evolución de la población
| Gráfica de evolución demográfica de El Cubillo entre 2000 y 2017   |
|                                                                    |
| Población de derecho (2000-2017) según el padrón municipal del INE |

## Patrimonio
En la localidad hay una iglesia dedicada a san Sebastián.